# Esterel
Esterel este o arie protejată (sit de importanță comunitară — SCI) din Canada întinsă pe o suprafață de 15.088,12 ha, integral pe uscat.

## Localizare
Centrul sitului Esterel este situat la coordonatele 43°28′59″N 6°47′45″E / 43.48306°N 6.79583°E.

## Înființare
Situl Esterel a fost declarat arie specială de conservare în baza directivei 92/43 din 1992 referitoare la conservarea habitatelor naturale și a faunei și florei sălbatice pentru a proteja 23 de specii de animale.

## Biodiversitate
Situată în ecoregiunea mediteraneană, aria protejată conține 28 de habitate naturale: Râuri mediteraneene cu debit intermitent, cu specii de Paspalo-Agrostidion, Peșteri marine scufundate complet sau parțial, Golfuri mici largi și golfuri puțin adânci, Grohotișuri termofile și vest-mediteraneene, Galerii de Salix alba și de Populus alba, Straturi cu Posidonia (Posidonion oceanicae), Ape oligotrofe în general din solurile nisipoase vest-mediteraneene, cu un conținut foarte redus de minerale, cu Isoetes spp., Păduri termofile cu Fraxinus angustifolia, Faleze cu vegetație de Limonium spp. endemic de pe coastele mediteraneene, Dune de pe litoral fixate cu Crucianellion maritimae, Iazuri temporare mediteraneene, Matorral arborescenți cu Juniperus spp., Tufișuri de Laurus nobilis, Pseudostepă cu ierburi și specii anuale de Thero-Brachypodietea, Păduri de pin mediteraneene cu pini mezogeni endemici, Tufărișuri termo-mediteraneene și de pre-deșert, Păduri aluvionare cu Alnus glutinosa și Fraxinus excelsior (Alno-Padion, Alnion incanae, Salicion albae), Pante stâncoase silicioase cu vegetație casmofită, Păduri de Castanea sativa, Galerii și tufărișuri riverane sudice (Nerio-Tamaricetea și Securinegion tinctoriae), Păduri de Olea și Ceratonia, Păduri de Quercus suber, Păduri de Quercus ilex și Quercus rotundifolia, Păduri de Ilex aquifolium, Phrygana din Mediterana de Vest de pe vârfurile falezelor (Astragalo-Plantaginetum subulatae), Recifuri, Bancuri de nisip acoperite în permanență slab de apă marină, Terase mlăștinoase și terase nisipoase neacoperite de apă la reflux.
La baza desemnării sitului se află mai multe specii protejate:
- mamifere (12): delfin mare (Tursiops truncatus), liliacul mare cu potcoavă (Rhinolophus ferrumequinum), liliac cu picioare lungi (Myotis capaccinii), liliac cărămiziu (Myotis emarginatus), liliac cu urechi mari (Myotis bechsteinii), liliacul mic cu potcoavă (Rhinolophus hipposideros), liliacul mare cu potcoavă (Rhinolophus ferrumequinum), liliac cu picioare lungi (Myotis capaccinii), liliac cu urechi de șoarece (Myotis blythii), liliac cârn (Barbastella barbastellus), liliac cu aripi lungi (Miniopterus schreibersii), liliac comun (Myotis myotis)
- nevertebrate (7): fluturele auriu (Euphydryas aurinia), croitorul mare al stejarului (Cerambyx cerdo), Coenagrion mercuriale, Gortyna borelii lunata, rădașcă (Lucanus cervus), Euplagia quadripunctaria, Oxygastra curtisii
- pești (1): clean dungat (Telestes souffia)
- reptile (3): țestoasa de baltă (Emys orbicularis), țestoasă bănățeană (Testudo hermanni), Caretta caretta

Pe lângă speciile protejate, pe teritoriul sitului au mai fost identificate 1 specie de păsări.